# Andrena dolomellea
Andrena dolomellea är en biart som beskrevs av Lanham 1949. Andrena dolomellea ingår i släktet sandbin, och familjen grävbin. Inga underarter finns listade i Catalogue of Life.